# Walther Hewel
Walther Hewel (2 de janeiro de 1904 - 2 de Maio de 1945) foi um diplomata alemão antes e durante a Segunda Guerra Mundial e um dos poucos amigos pessoais do ditador alemão Adolf Hitler.

## Início da vida
Hewel nasceu em 1904 dos pais Anton e Elsa, em Colônia, onde seu pai tinha uma fábrica de cacau. Seu pai morreu em 1913, deixando Elsa para cuidar da fábrica.
Embora ainda um adolescente na época, Hewel foi um dos primeiros membros do partido nazista, e estima-se que ele tenha sido a 200.ª ou 300.ª pessoa a integrar o grupo.
Hewel graduou-se em 1923 e frequentou a Universidade Técnica de Munique. No mesmo ano participou da tentativa frustrada do Putsch da Cervejaria. Após a condenação de Hitler por traição, Hewel ficou na prisão de Landsberg com ele e, durante vários meses, e foi seu mensageiro.
Após o Putsch, Hewel trabalhou por alguns anos como vendedor de café aos britânicos para uma empresa nas Índias Orientais Holandesas (atual Indonésia). Na Indonésia, Hewel organizou o ramo local do Partido Nazi com a adesão dos alemães expatriados. Até 1937, o Partido Nazi na Indonésia tinha criado sucursais em Batavia, Bandung, Semarang, Surabaya, Medan, Padang, e Makassar.

## Trabalho comAlemanha nazista
Durante a década de 1930, Hewel retornou à Alemanha, onde foi nomeado para o serviço diplomático do país e foi enviado para a Espanha. Em 1938, Hitler chamou Hewel de volta à Alemanha. Durante este tempo, ele retomou sua anterior amizade com o ditador.
Hewel foi nomeado diplomata pelo Ministério dos Negócios Estrangeiros, e em 15 de março de 1939 transcreveu a conferência entre Hitler e presidente checo Emil Hácha.

## Posição durante aII Guerra Mundial
Tecnicamente Hewel foi um embaixador e ele serviu supostamente como uma ligação entre Joachim von Ribbentrop e Hitler. No entanto, ele passou a maior parte da Segunda Guerra Mundial como um funcionário sem carteira e uma vez descreveu-se como "um embaixador de lado nenhum."
Membros do círculo interno recordaram que, ao contrário de muitos outros líderes nazistas, Hewel ficava atento durante os longos monólogos de Hitler sobre temas como o antissemitismo. Por exemplo, Heinz Guderian comentou que Hewel era "um bom ouvinte."
Em 1944, Hewel casou-se com Elizabeth Blanda em Berchtesgaden.

## Morte
Até o suicídio de Hitler em 30 de Abril de 1945, Hewel permaneceu em seu círculo restrito. Aparentemente, Hewel foi a última pessoa a ter uma longa conversa com o Fuhrer. Aparentemente o tema deste "conversa" foi a interminável luta de Hitler contra os judeus e outros inimigos.
Após o suicídio de Hitler, Hewel fugiu do Führerbunker com um grupo liderado por Wilhelm Mohnke. No entanto, ele estava sofrendo uma forte coação psicológica. Em suas memórias, Traudl Junge alegou que, após a morte de Hitler, Hewel parecia extremamente confuso e incapaz de tomar sozinho a mais simples das decisões.
De acordo com o Dr.Schenk, Hitler incentivou Hewel a cometer suicídio, advertindo-lhe que se fosse capturado seria torturado e trabalharia num campo de trabalhos forçados. Além disso, Hitler deu uma cápsula de cianureto e uma pistola Walther 7.65 e fez Hewel jurar que se mataria antes de ser capturado pelos russos.
Com a rendição do exército em 2 de Maio 1945, Hewel deixava claro que ele planejava cometer suicídio. Apesar dos esforços do Dr. Ernst Günther Schenck, que tentou convencê-lo a não se matar, Hewel agiu da mesma forma que Hitler, mordendo uma cápsula de cianeto enquanto disparava um tiro contra a cabeça.

## Relacionamento comHitler
Depois da guerra, anotações de Hewel que datam de 1941 apareceram. Além disso, após o suicídio de Hitler, mas antes da sua própria, ele falava com os outros sobre a sua amizade com o Fuhrer. Antes de seu suicídio, disse ao Dr. Schenck:
"Ao olhar para trás, penso que Hitler foi irremediavelmente apossado pela grandeza da sua missão, um sentimento que agora foi desintegrado em auto-piedade." (O'Donnell, O Bunker)